# Kreisgericht Schleswig
Das Kreisgericht Schleswig war ein preußisches Kreisgericht in der damaligen preußischen Provinz Schleswig-Holstein mit Sitz in Schleswig.
Mit der Annexion Schleswig-Holsteins wurden 1867 in der nunmehr preußischen Provinz die fünf Kreisgerichte Altona, Itzehoe, Kiel, Schleswig und Flensburg mit dem übergeordneten  Appellationsgericht Kiel eingerichtet.
Die folgenden Amtsgerichte wurden dem Kreisgericht Schleswig untergeordnet:
| Amtsgericht                | Sitz           | Aufgelöst |
| -------------------------- | -------------- | --------- |
| Amtsgericht Bredstedt      | Bredstedt      | 1976      |
| Amtsgericht Cappeln        | Cappeln        | 2007      |
| Amtsgericht Eckernförde    | Eckernförde    | besteht   |
| Amtsgericht Friedrichstadt | Friedrichstadt | 1976      |
| Amtsgericht Garding        | Garding        | 1959      |
| Amtsgericht Gettorf        | Gettorf        | 1978      |
| Amtsgericht Husum          | Husum          | besteht   |
| Amtsgericht Nordstrand     | Nordstrand     | 1902      |
| Amtsgericht Pellworm       | Pellworm       | 1896      |
| Amtsgericht Rendsburg      | Rendsburg      | besteht   |
| Amtsgericht Schleswig      | Schleswig      | besteht   |
| Amtsgericht Tönning        | Tönning        | 1976      |

Mit dem Inkrafttreten des deutschen Gerichtsverfassungsgesetzes am 1. Oktober 1879 traten an die Stelle dieser Kreisgerichte die drei Landgerichte Altona, Kiel und Flensburg mit je einer Staatsanwaltschaft. Die Kreisgerichte Itzehoe und Schleswig wurden aufgelöst. Die Amtsgerichte im Bezirk des Kreisgerichtes Schleswig wurden auf die Landgerichte Altona und Flensburg verteilt.